# 大橋彰彦
大橋 彰彦（おおはし あきひこ）は、東京都出身。ギター、ウクレレ奏者。公益社団法人日本作曲家協会会員。
2006年にウクレレで演奏したオリジナル曲「Evergreen Day」がヤマハの音楽サイト「プレイヤーズ王国」で約55,000曲1位になる。クロサワ楽器総本店で定期的にインストアライブを行うようになり、「大橋彰彦モデル」のウクレレ（Chihale製）も販売された。クラシックCD「At Home Wedding Vol. 2」に、ウクレレで演奏したヨハン・ゼバスティアン・バッハの「主よ、人の望みの喜びよ」を収録。
2014年、東京国際芸術協会から弦楽器部門で「新人賞」を授与される。